# Saint-Paul-en-Born
Pour les articles homonymes, voir Saint-Paul et Born.
Saint-Paul-en-Born (Sent Pau de Bòrn, en occitan) est une commune du Sud-Ouest de la France, située dans le département des Landes (région Nouvelle-Aquitaine). Elle appartient au Pays de Born.

## Géographie

### Localisation
Commune située dans la forêt des Landes en pays de Born sur l'ex-route nationale 626 entre Mimizan et Sabres. Le Canteloup traverse la commune.

### Communes limitrophes
Les communes limitrophes sont Aureilhan, Escource, Gastes, Mézos, Mimizan, Parentis-en-Born, Pontenx-les-Forges et Sainte-Eulalie-en-Born.
| Sainte-Eulalie-en-Born | Gastes, Parentis-en-Born, (par un quinquepoint) | Pontenx-les-Forges |
| Aureilhan              | Saint-Paul-en-Born                              | Escource           |
| Mimizan                | Mézos                                           |                    |

### Hydrographie
Le ruisseau d'Escource, alimentant l'étang d'Aureilhan, marque une frontière naturelle avec les communes limitrophes de Saint-Paul-en-Born et d'Aureilhan.
Le ruisseau de Canteloup passe par la commune.

### Climat
Pour des articles plus généraux, voir Climat de la Nouvelle-Aquitaine et Climat des Landes.
Historiquement, la commune est exposée à un climat océanique aquitain.  
En 2020, Météo-France publie une typologie des climats de la France métropolitaine dans laquelle la commune est exposée à un climat océanique et est dans la région climatique  Littoral charentais et aquitain, caractérisée par une pluviométrie élevée en automne et en hiver, un bon ensoleillement, des hivers doux (6,5 °C), soumis à la brise de mer.
Pour la période 1971-2000, la température annuelle moyenne est de 13,3 °C, avec une amplitude thermique annuelle de 13,5 °C. Le cumul annuel moyen de précipitations est de 1 041 mm, avec 12,8 jours de précipitations en janvier et 7,2 jours en juillet. Pour la période 1991-2020, la température moyenne annuelle observée sur la station météorologique la plus proche, située sur la commune de Biscarrosse à 19 km à vol d'oiseau, est de 14,6 °C et le cumul annuel moyen de précipitations est de 851,5 mm,. Pour l'avenir, les paramètres climatiques de la commune estimés pour 2050 selon différents scénarios d’émission de gaz à effet de serre sont consultables sur un site dédié publié par Météo-France en novembre 2022.

## Urbanisme

### Typologie
Au 1er janvier 2024, Saint-Paul-en-Born est catégorisée bourg rural, selon la nouvelle grille communale de densité à sept niveaux définie par l'Insee en 2022.
Elle est située hors unité urbaine. Par ailleurs la commune fait partie de l'aire d'attraction de Mimizan, dont elle est une commune de la couronne,. Cette aire, qui regroupe 5 communes, est catégorisée dans les aires de moins de 50 000 habitants,.

### Occupation des sols

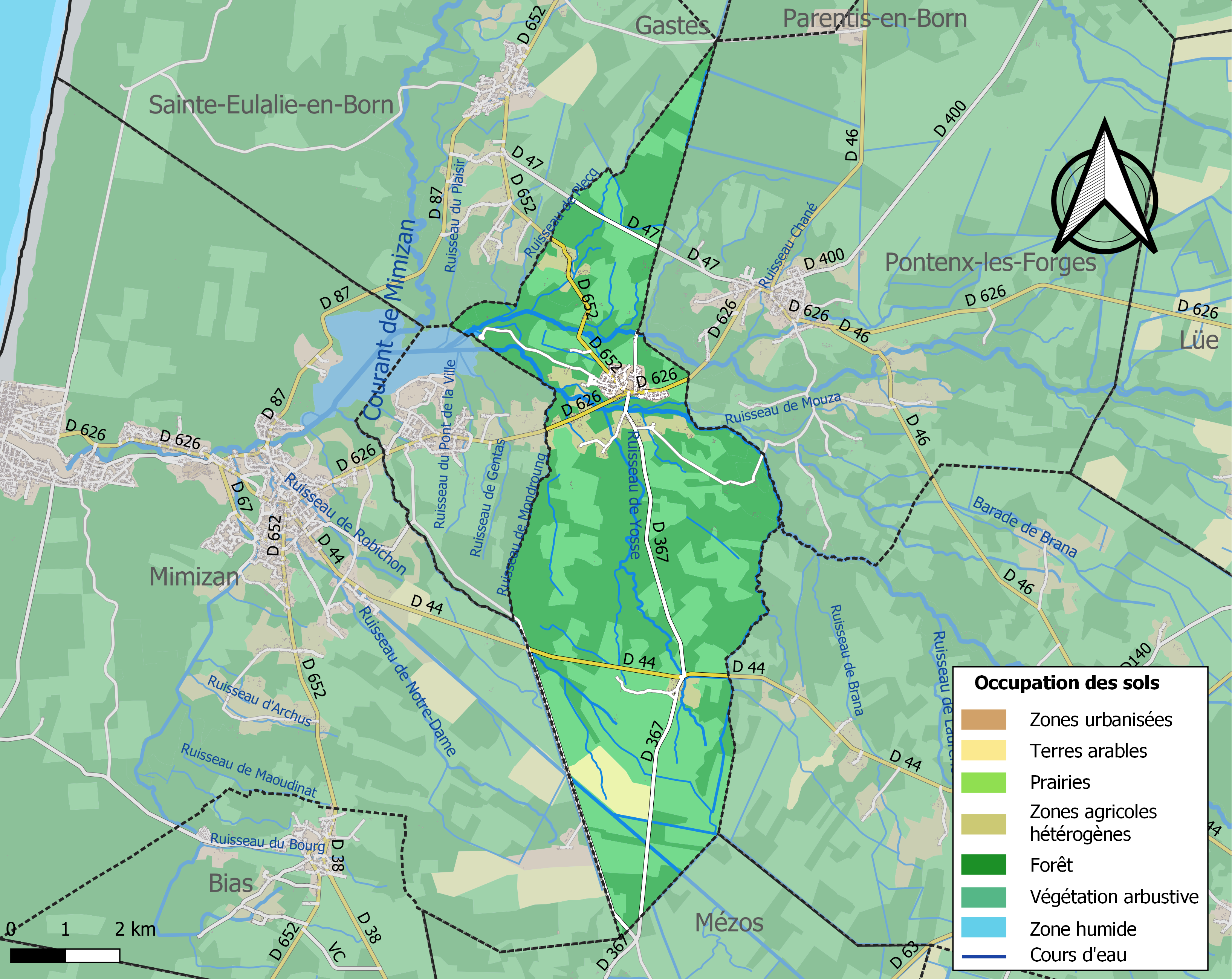
Carte des infrastructures et de l'occupation des sols de la commune en 2018 (CLC).

L'occupation des sols de la commune, telle qu'elle ressort de la base de données européenne d’occupation biophysique des sols Corine Land Cover (CLC), est marquée par l'importance des forêts et milieux semi-naturels (91,6 % en 2018), en diminution par rapport à 1990 (94 %). La répartition détaillée en 2018 est la suivante : forêts (50,3 %), milieux à végétation arbustive et/ou herbacée (41,2 %), zones agricoles hétérogènes (4,5 %), terres arables (2,5 %), zones urbanisées (1,4 %), eaux continentales (0,1 %). L'évolution de l’occupation des sols de la commune et de ses infrastructures peut être observée sur les différentes représentations cartographiques du territoire : la carte de Cassini (XVIIIe siècle), la carte d'état-major (1820-1866) et les cartes ou photos aériennes de l'IGN pour la période actuelle (1950 à aujourd'hui).

### Risques majeurs
Le territoire de la commune de Saint-Paul-en-Born est vulnérable à différents aléas naturels : météorologiques (tempête, orage, neige, grand froid, canicule ou sécheresse), feux de forêts, mouvements de terrains et séisme (sismicité très faible). Un site publié par le BRGM permet d'évaluer simplement et rapidement les risques d'un bien localisé soit par son adresse soit par le numéro de sa parcelle.
Saint-Paul-en-Born est exposée au risque de feu de forêt. Depuis le 20 avril 2016, les départements de la Gironde, des Landes et de Lot-et-Garonne disposent d’un règlement interdépartemental de protection de la forêt contre les incendies. Ce règlement vise à mieux prévenir les incendies de forêt, à faciliter les interventions des services et à limiter les conséquences, que ce soit par le débroussaillement, la limitation de l’apport du feu ou la réglementation des activités en forêt. Il définit en particulier cinq niveaux de vigilance croissants auxquels sont associés différentes mesures,.
Les mouvements de terrains susceptibles de se produire sur la commune sont des tassements différentiels.

Le retrait-gonflement des sols argileux est susceptible d'engendrer des dommages importants aux bâtiments en cas d’alternance de périodes de sécheresse et de pluie. 5,5 % de la superficie communale est en aléa moyen ou fort (19,2 % au niveau départemental et 48,5 % au niveau national). Sur les 497 bâtiments dénombrés sur la commune en 2019,  49 sont en aléa moyen ou fort, soit 10 %, à comparer aux 17 % au niveau départemental et 54 % au niveau national. Une cartographie de l'exposition du territoire national au retrait gonflement des sols argileux est disponible sur le site du BRGM,.
La commune a été reconnue en état de catastrophe naturelle au titre des dommages causés par les inondations et coulées de boue survenues en 1999, 2006, 2009 et 2013 et par des mouvements de terrain en 1999

## Histoire

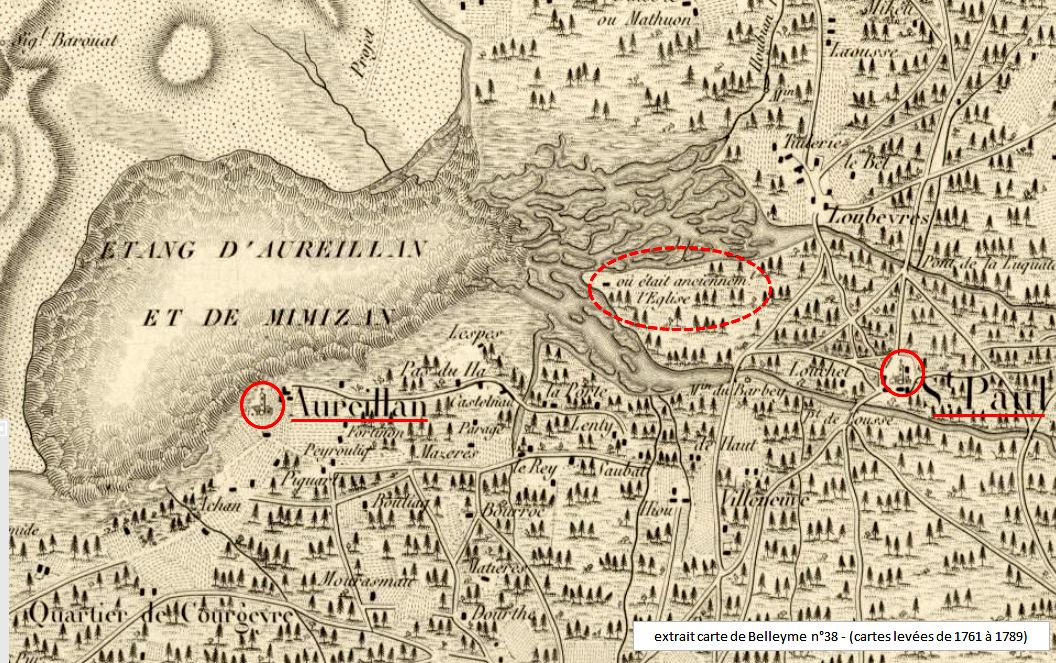
Emplacement de l'ancienne église (carte de Belleyme).

La commune a connu une occupation humaine très ancienne. De nombreux silex taillés datant du Néolithique (4000 à 3000 ans avant l’ère commune), trouvés en différents points de la commune, attestent de cette occupation, principalement le long des cours d'eau. Une urne funéraire datant du premier âge du fer (600 av. J.-C.) a été retrouvée dans la commune, au lieu-dit Loubeyres. Cette urne ou vase ossuaire contenait des ossements incinérés et un petit vase accessoire parfaitement conservé (visible au musée de Mimizan).
Dans l'Antiquité, le relais routier de Segosa se situait à l'emplacement du lieu-dit Saint-Paul-le-Vieux le long de la voie romaine littorale.
En 1225, le roi d’Angleterre, Henri III, concéda la construction d’une motte castrale, dont les vestiges, appelés Tuc de Houns, sont situés en bordure de l’étang d’Aureilhan.
Un hôpital aurait existé sur le chemin de Saint-Jacques-de-Compostelle, au hameau du Lech, où se trouvait également la chapelle Sainte-Madeleine, appartenant à la chevalerie de Malte.
L'ancienne église de Saint-Paul-de-Frontignac, à l'écart du site de Segosa, est transférée à Saint-Paul-en-Born au cours du XVIIe siècle pour cause d'inondations répétées. Le 28 septembre 1678, une ordonnance de l'archevêque de Bordeaux entérine cette décision. La cartographie du XVIIIe siècle indique toujours « où était l'ancienne église ».

## Politique et administration

### Liste des maires
| Période | Période  | Identité                              | Étiquette | Qualité               |
| ------- | -------- | ------------------------------------- | --------- | --------------------- |
| 1803    | 1806     | Joseph Raba                           |           |                       |
|         |          |                                       |           |                       |
| 1871    | 1884     | Martin Dupuyau                        |           |                       |
| 1884    | 1896     | Arnaud Serris                         |           |                       |
| 1896    | 1900     | Dominique Félix Dudon                 |           |                       |
| 1900    | 1907     | Jean Dartigues                        |           |                       |
| 1907    | 1907     | Camille Serris fait fonction de maire |           |                       |
| 1907    | 1908     | Félix Dudon                           |           |                       |
| 1908    | 1921     | Camille Serris                        |           |                       |
| 1921    | 1935     | Simon Léon Dartigues                  |           |                       |
| 1935    | 1945     | Jean Laviolle                         |           |                       |
| 1945    | 1965     | Jean Baptiste Pons                    |           |                       |
| 1965    | 1977     | Jean Boucau                           |           |                       |
| 1977    | 2014     | Jacques Lamothe                       | PS        | Pisciculteur retraité |
| 2014    | 2020     | Didier Trouvé                         | DVG       | Apiculteur            |
| 2020    | En cours | Éliane Pujos                          |           |                       |

## Démographie
L'évolution du nombre d'habitants est connue à travers les recensements de la population effectués dans la commune depuis 1793. Pour les communes de moins de 10 000 habitants, une enquête de recensement portant sur toute la population est réalisée tous les cinq ans, les populations de référence des années intermédiaires étant quant à elles estimées par interpolation ou extrapolation. Pour la commune, le premier recensement exhaustif entrant dans le cadre du nouveau dispositif a été réalisé en 2005.

En 2022, la commune comptait 982 habitants, en évolution de +3,04 % par rapport à 2016 (Landes : +5,78 %, France hors Mayotte : +2,11 %).
| 1793 | 1800 | 1806 | 1821 | 1831 | 1836 | 1841 | 1846 | 1851 |
| ---- | ---- | ---- | ---- | ---- | ---- | ---- | ---- | ---- |
| 426  | 400  | 348  | 592  | 737  | 752  | 772  | 800  | 840  |

| 1856 | 1861 | 1866 | 1872 | 1876 | 1881 | 1886 | 1891 | 1896 |
| ---- | ---- | ---- | ---- | ---- | ---- | ---- | ---- | ---- |
| 856  | 901  | 993  | 980  | 962  | 948  | 968  | 972  | 975  |

| 1901 | 1906 | 1911 | 1921 | 1926 | 1931 | 1936 | 1946 | 1954 |
| ---- | ---- | ---- | ---- | ---- | ---- | ---- | ---- | ---- |
| 950  | 930  | 895  | 735  | 708  | 632  | 592  | 521  | 507  |

| 1962 | 1968 | 1975 | 1982 | 1990 | 1999 | 2005 | 2006 | 2010 |
| ---- | ---- | ---- | ---- | ---- | ---- | ---- | ---- | ---- |
| 455  | 433  | 477  | 460  | 597  | 602  | 666  | 693  | 817  |

| 2015 | 2020 | 2022 | - | - | - | - | - | - |
| ---- | ---- | ---- | - | - | - | - | - | - |
| 940  | 977  | 982  | - | - | - | - | - | - |

## Lieux et monuments
Patrimoine civil
- Tuc de Houns, vestige d'une motte castrale du XIe siècle
- Maison de l'hospital : elle est la plus ancienne maison de la commune. Située jadis dans l'enclos du cimetière, elle est de nos jours à l'extérieur de l'église, au niveau de son chevet. Elle est restaurée en 1980. D'une architecture typique de la région, avec une ossature en chêne et un appareillage en brique, elle est ainsi nommée car elle accueillait autrefois les pèlerins de Saint-Jacques-de-Compostelle ou ceux se rendant à la fontaine Saint-Clair[30].

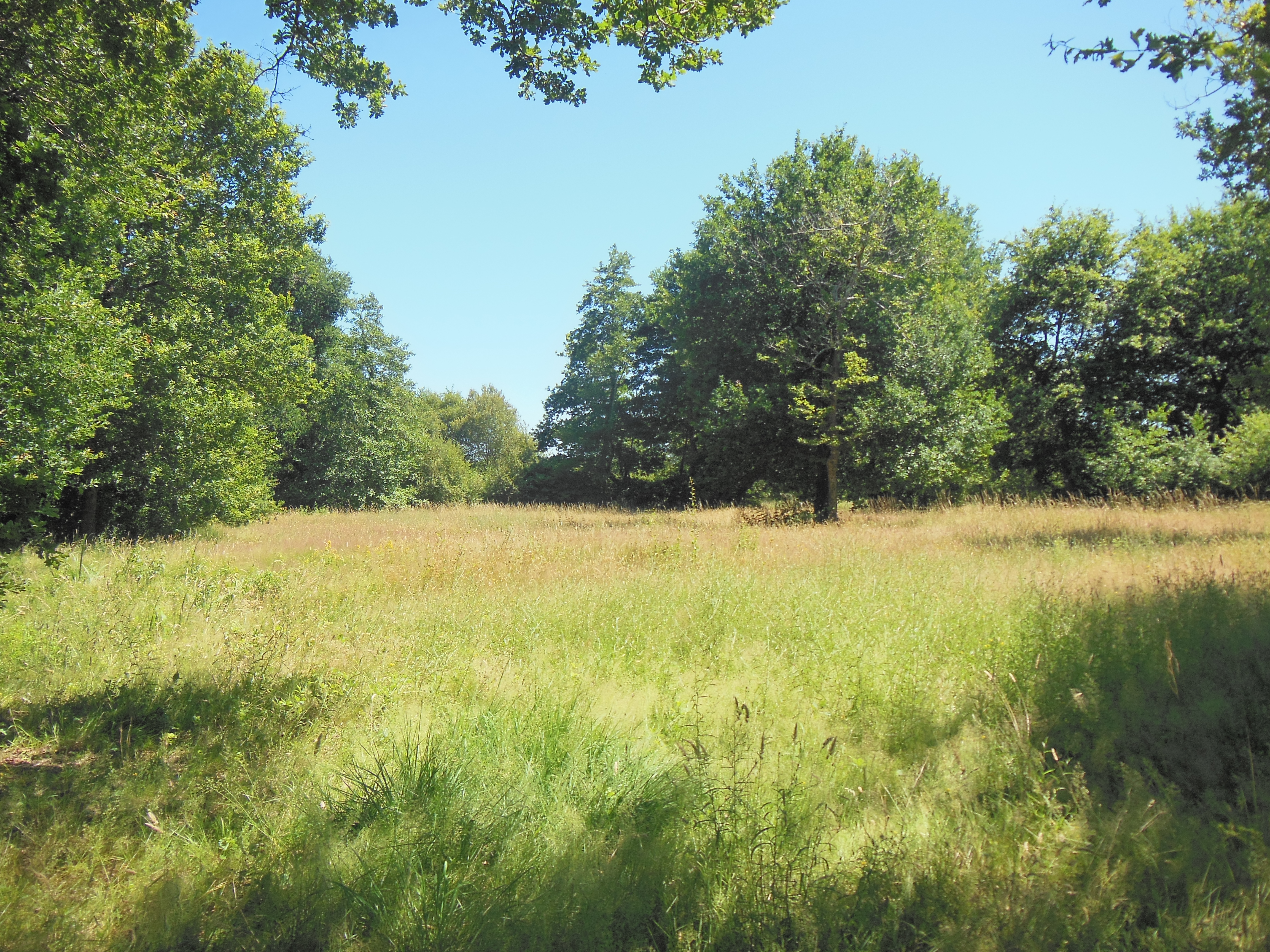
Site gallo-romain de Segosa.
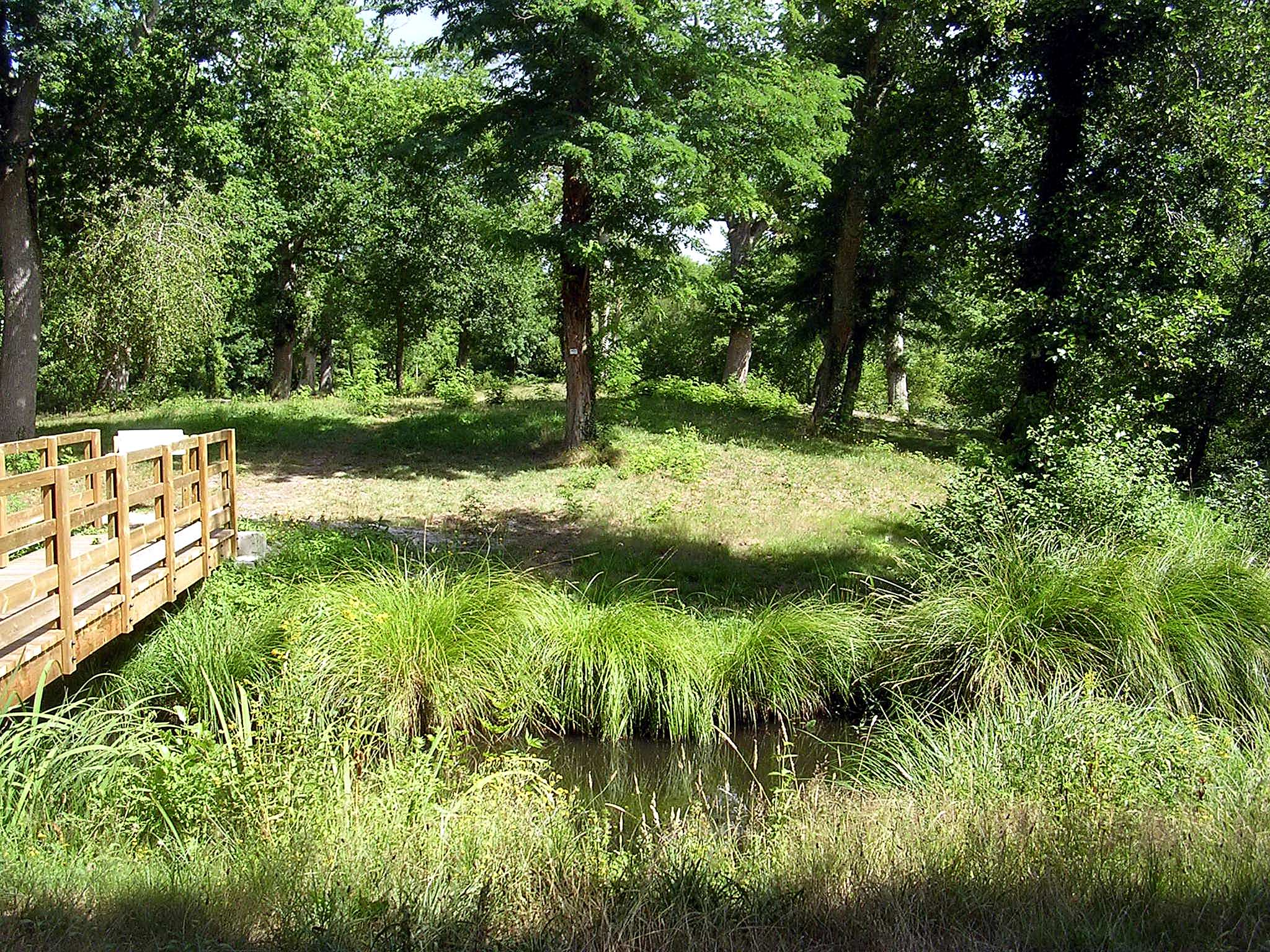
Tuc de Houns.
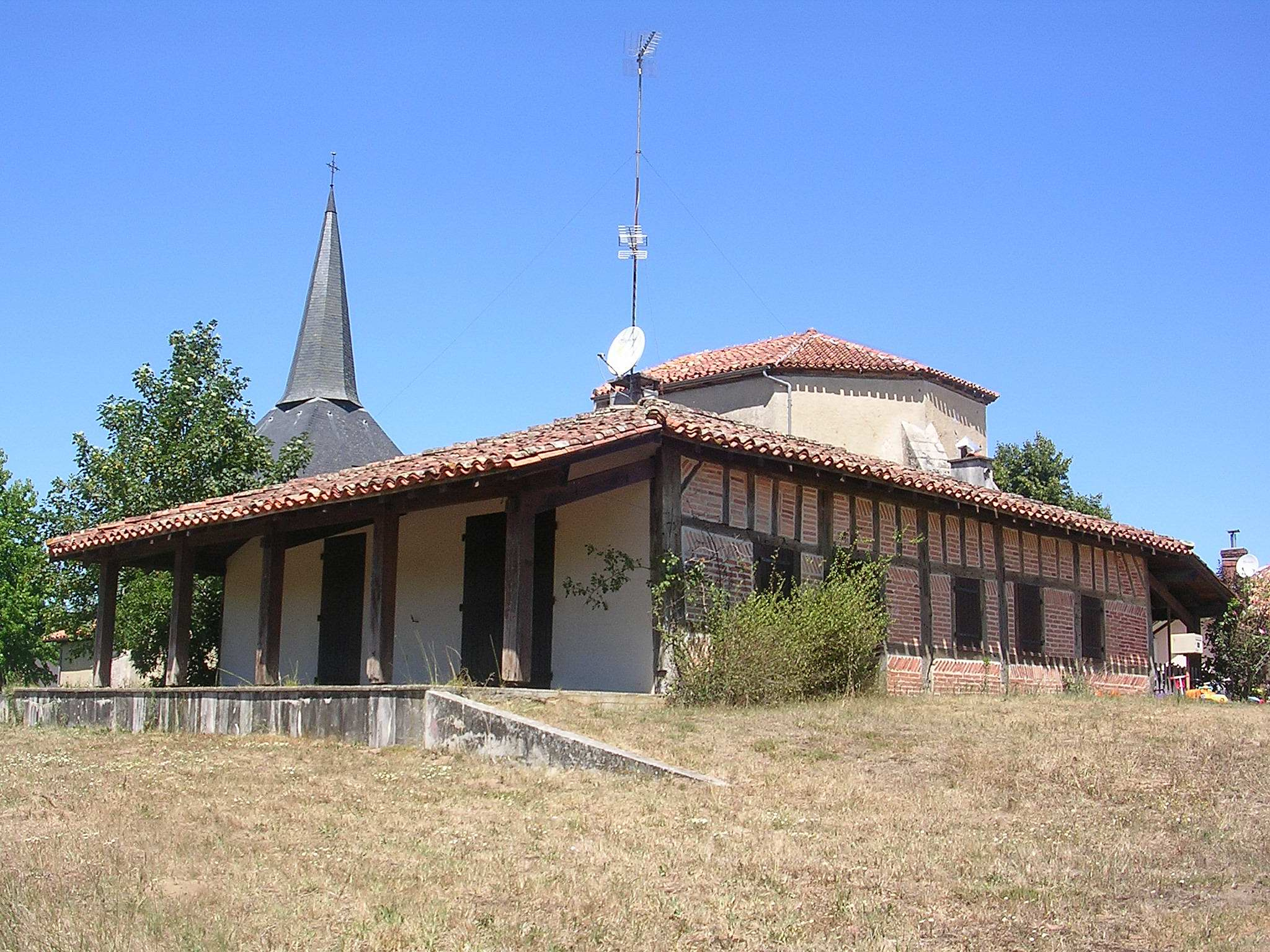
Maison de l'hospital.

Patrimoine religieux
- Église de Saint-Paul-en-Born
- Fontaine Saint-Clair, réputée pouvoir guérir les maux des yeux. Elle est située à un kilomètre du bourg de Saint-Paul-en-Born et à quelques centaines de mètres du site de Segosa, village gallo-romain, et de Saint-Paul-le-Vieux, ancien bourg du village. Cette fontaine, comme son nom l'indique, est dédiée à saint Clair, dont on célèbre la fête le 1er juin. Autrefois, la dévotion à saint Clair était grande et on venait de loin pour solliciter des faveurs auprès de la statue de bois et de la source qui lui est dédiée. On venait dans l'espoir de soulager les maladies des yeux le dernier dimanche du mois de mai. Comme toutes les réunions religieuses de la Haute Lande, la fête de la Saint-Clair a évolué en assemblade[Note 4], mot local qui désigne une foire réunissant maquignons, pèlerins, forains, bergers et leurs troupeaux sur un lieu de dévotion. Cet univers a peu à peu disparu avec le temps, restent de nos jours des traces de foi populaire. La fontaine Saint-Clair est tombée peu à peu en désuétude. Son environnement a été radicalement modifié par le passage de la tempête Klaus en janvier 2009. Elle est rénovée en 2010 par des bénévoles de la commune[31].

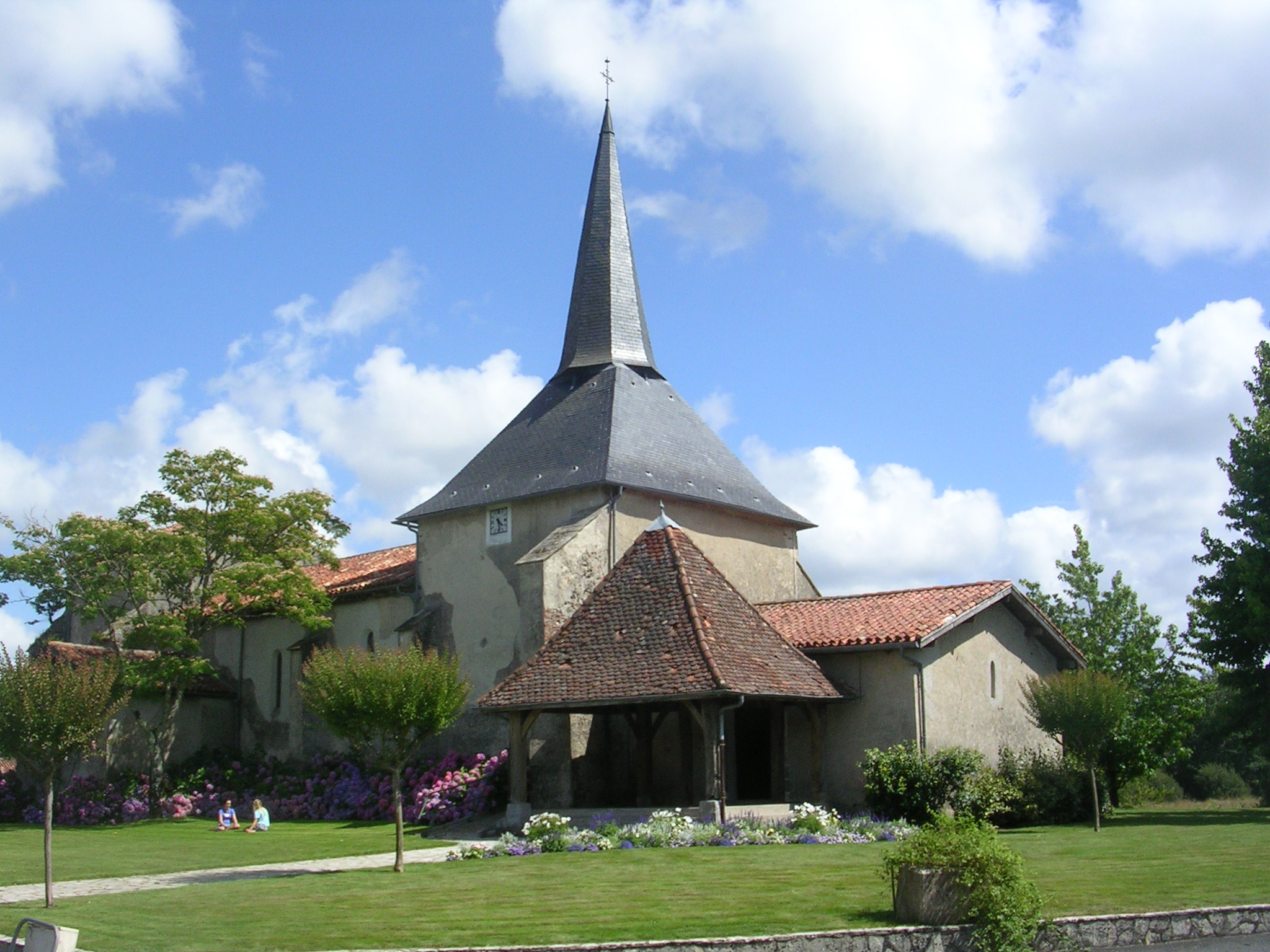
Église de Saint-Paul-en-Born.
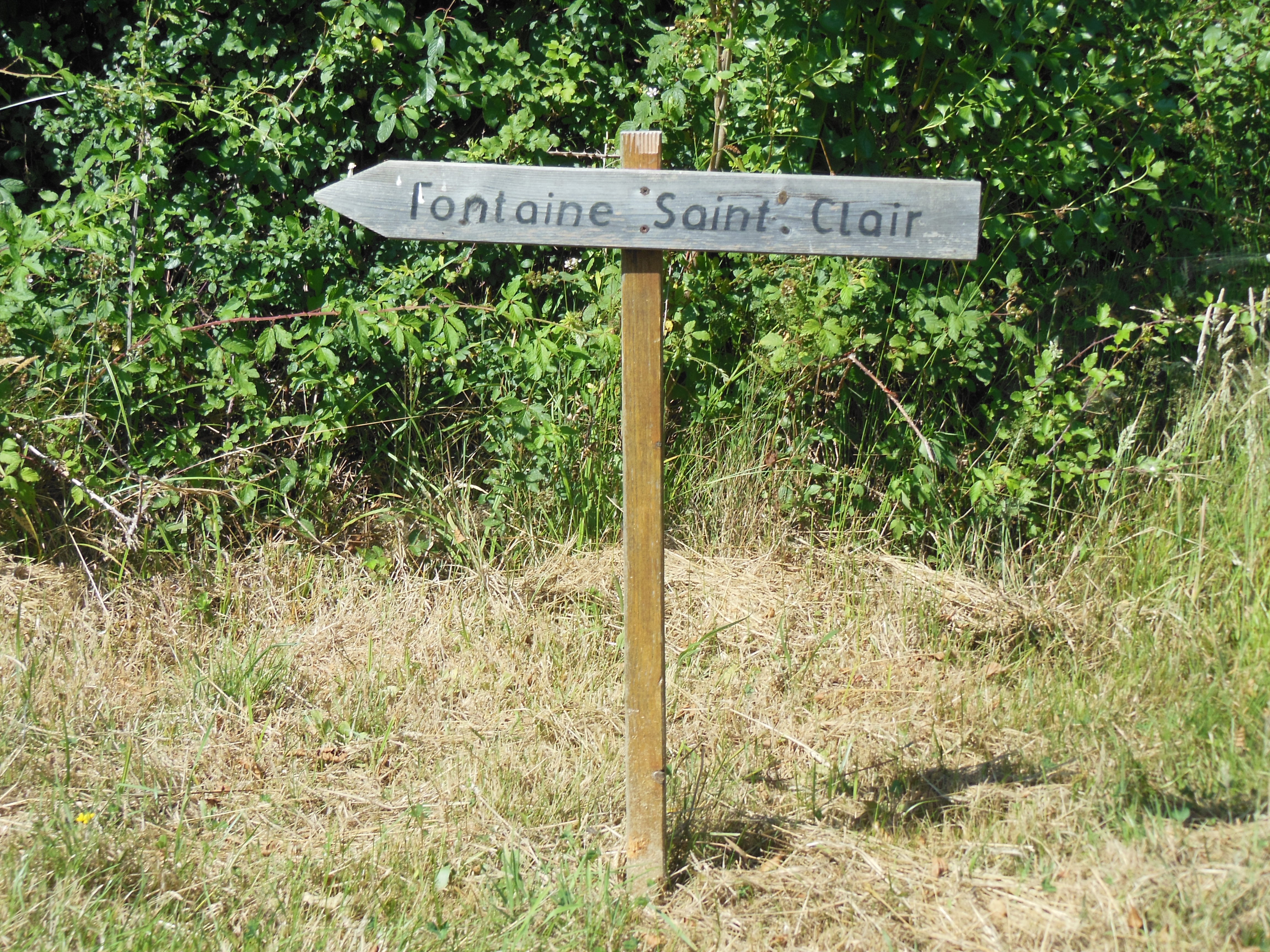
Fontaine dédiée à saint Clair.
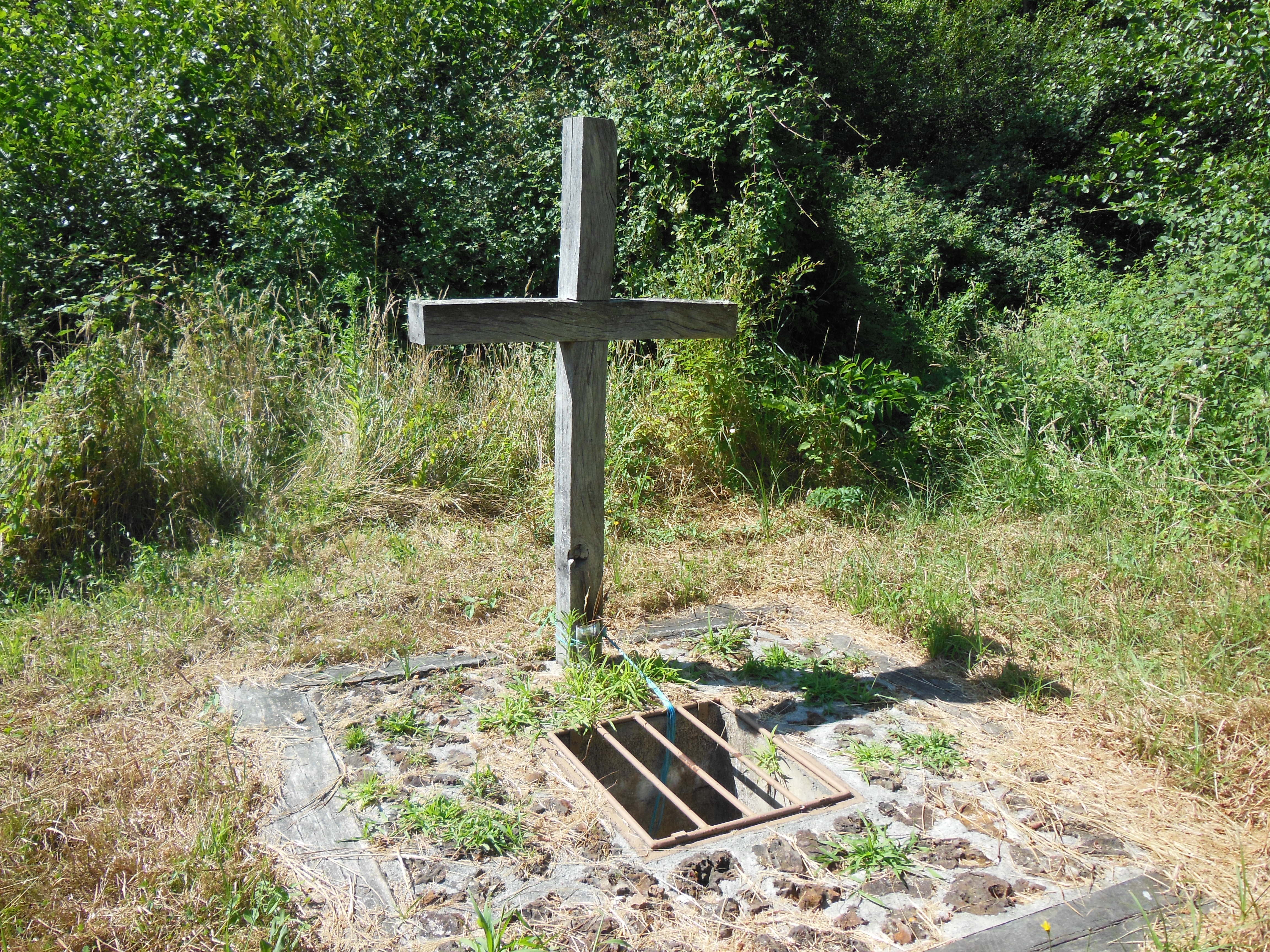
Fontaine Saint-Clair.

## Galerie

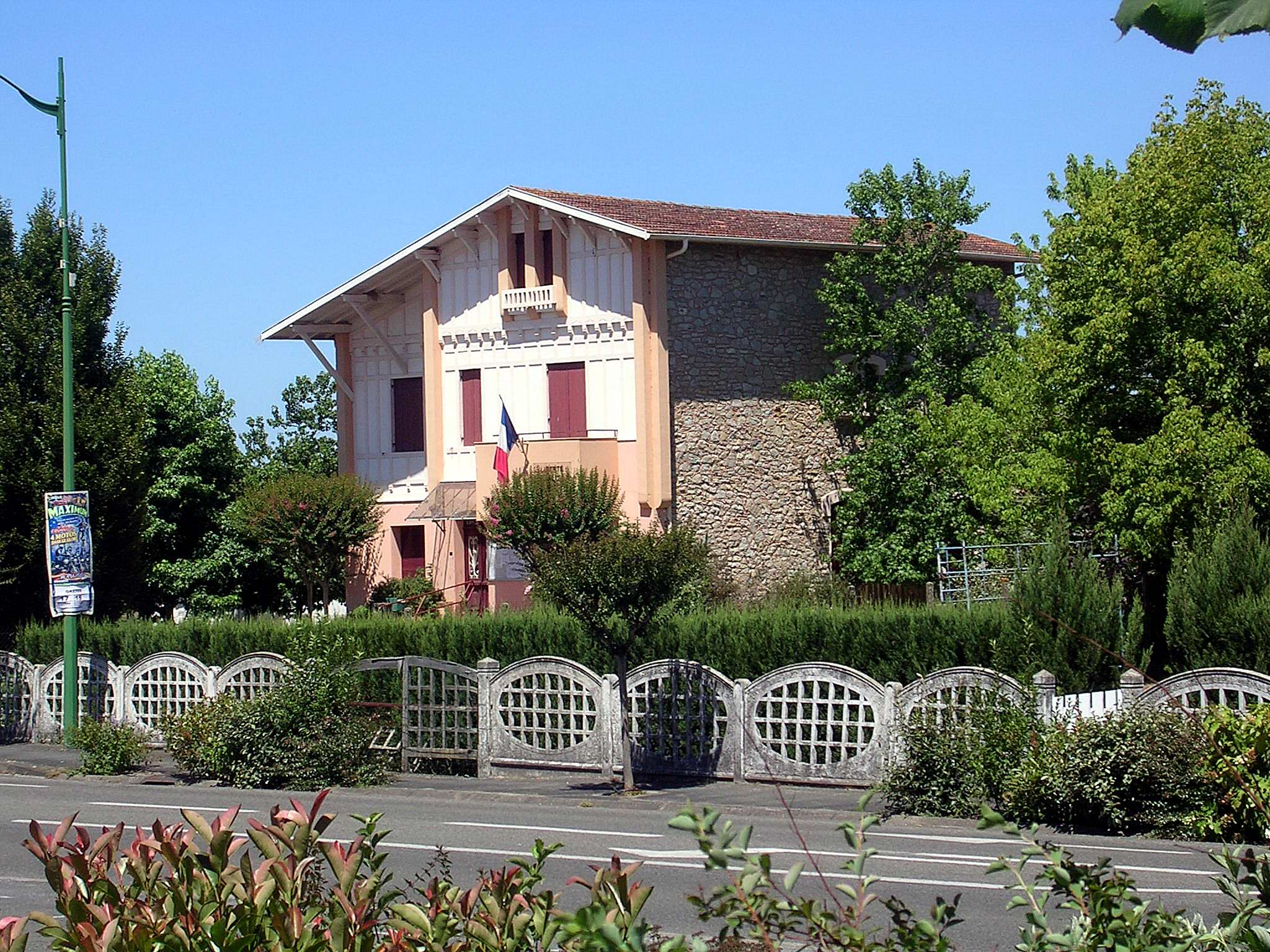
Mairie de Saint-Paul-en-Born.
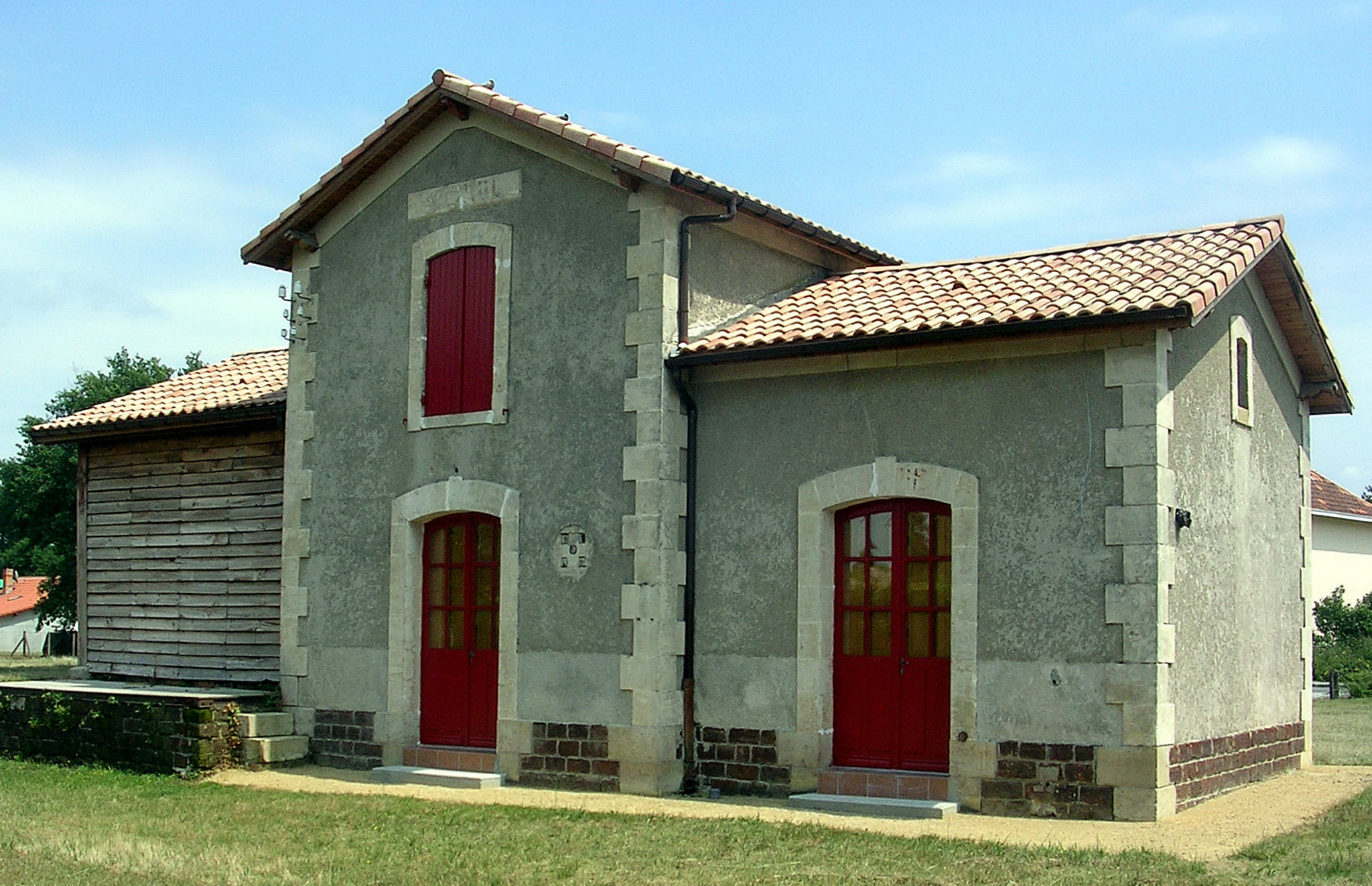
Ancienne gare SNCF.
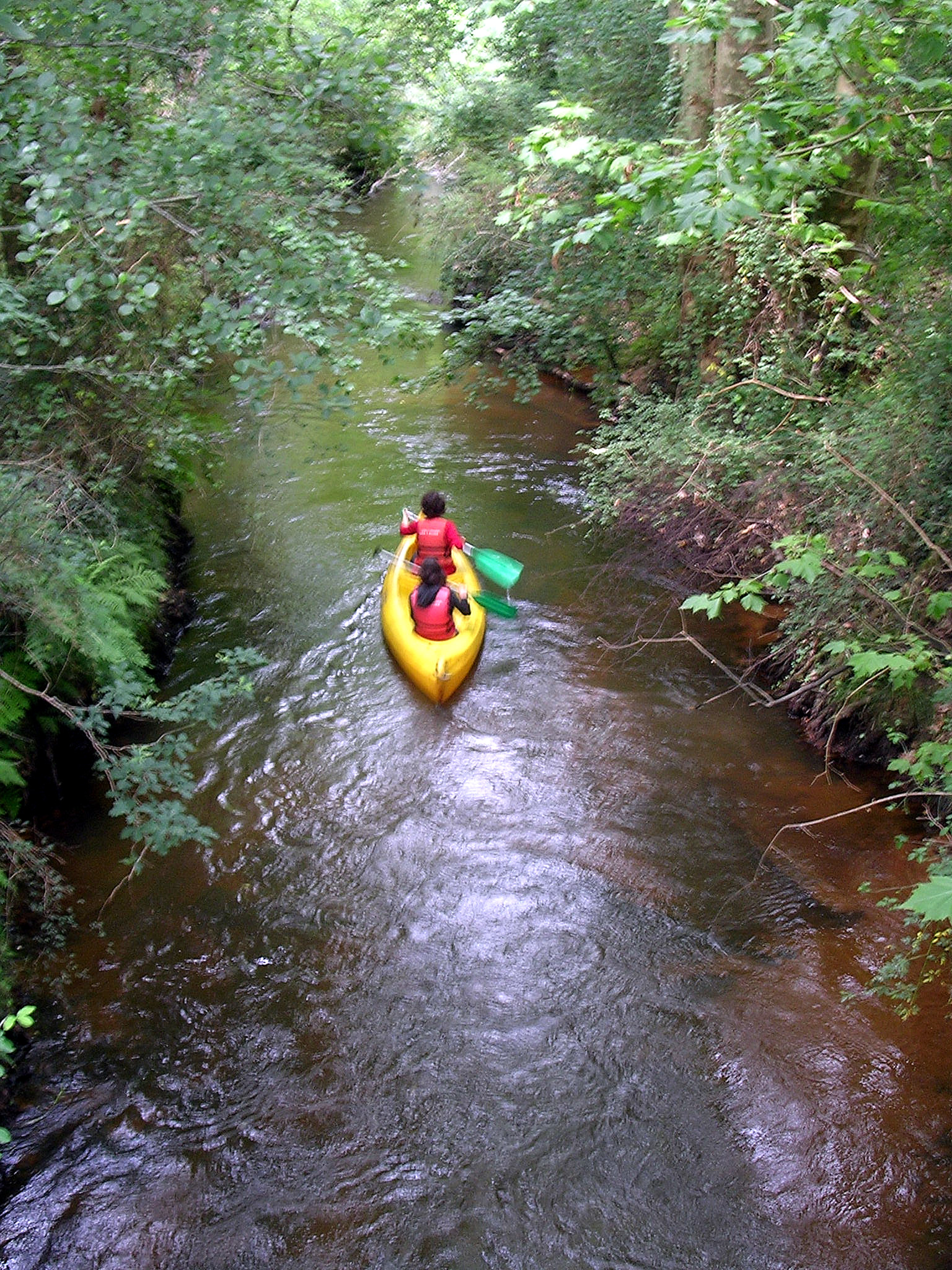
Courant des Forges.